# Nintendo 3DS
Nintendo 3DS je přenosná herní konzole vyrobená firmou Nintendo. Je to autostereoskopické zařízení umožňující přehrávat stereoskopické 3D efekty bez použití 3D brýlí nebo dalšího příslušenství. Nintendo oznámilo zařízení v březnu 2010 a oficiálně představilo na E3 2010 15. června 2010. Konzole je nástupcem Nintenda DS obsahující zpětnou kompatibilitu se staršími Nintendo DS a Nintendo DSi hrami a soupeří se Sony PlayStation Vita.
Nintendo 3DS bylo poprvé vydáno 26. února 2011. Později za méně než 6 měsíců 28. července 2011, Nintendo oznámilo výrazné snížení ceny z 249$ na 169$ kvůli neuspokojivým prodejům. Společnost nabídla deset Nintendo Entertainment System her zdarma a deset Game Boy Advance her zdarma z Nintendo eShopu zákazníkům, kteří koupili systém za originální startovní cenu.
Částečně přepracovaná verze konzole, Nintendo 3DS XL, byla vydána 28. července 2012. Obsahuje obrazovky, které jsou o 90% větší než u originálního Nintenda 3DS.

## Historie
Nintendo začalo experimentovat s 3D technologií kolem roku 1980. Famicom 3D System, příslušenství skládající se z tekutých krystalů závěrkových brýlí, byl první produkt Nintenda, který povoloval stereoskopické 3D efekty. I když jen velmi málo titulů bylo vydáno, Nintendo pomohlo navrhnout jeden - nazvaný Famicom Grand Prix II: 3D Hot Rally - který byl vyvinut ve spolupráci firem Nintendo a HAL Laboratory a vydán v roce 1988. Famicom 3D System nedokázal získat zájem trhu a nikdy nebyl vydán mimo Japonsko.
I přes omezený úspěch Nintendo chtělo pokračovat ve 3D rozvoji kolem roku 1990. Gunpei Jokoi, tvůrce přenosného zařízení Game Boy a populární videohry Metroid, vyvinul nové 3D zařízení pro Nintendo nazvané Virtual Boy. Byl to přenosný stolní systém sestávající z ochranných brýlí a ovladače, který používal rotující disk k získání plného stereoskopického 3D monochrómu. Vydán v roce 1995, Nintendo prodalo méně než milión kusů Virtual Boye tvořícího pouze 22 kompatibilními herními tituly, a byl široce považován za komerční selhání. Šigeru Mijamoto, známý svojí prací na populárních hrách jako Mario a The Legend of Zelda, komentoval v roce 2011 rozhovor, který spadnul do konfliktu o Yokoivě úsudku použití drátěných modelů pro 3D a navrhl, že produkt nemusí být na trh uveden správně. Díky selhání Virtual Boye odešlo mnoho pochybování Nintenda o životaschopnosti hraní 3D her. Přes toto Nintendo pokračovalo ve zkoumání začlenění 3D technologie do jiných produktů.
Nintendo GameCube, vydán v roce 2001, byl jiný 3D schopný systém. S LCD přídavkem mohla zobrazit pravdivé stereoskopické 3D, ačkoli pouze startovní titul Luigi's Mansion byl jediný navržený k využití 3D. Kvůli drahé přírodní okolní technologii v té době, 3D funkcionalita GameCubu nikdy nebyla uvedena na trh pro veřejnost. Nintendo později experimentovalo s 3D LCD během vývoje konzole Game Boy Advance SP, ale nápadu bylo upuštěno poté, co se nepodařilo dosáhnout uspokojivých výsledků. Další pokus byl vytvořen v přípravě virtuálního rozcestníku k použití na Nintendu DS ve Šiguredenu, interaktivním muzeu v Japonsku. Prezident Nintenda Hiroši Jamauči podporoval přídavný výzkum 3D ve snaze využít technologie na výstavě. Přestože projekt rychle upadnul, Nintendu se podařilo shromáždit cenný výzkum na tekuté krystaly, které by později pomohly při vývoji Nintenda 3DS.

## Vývoj
Spekulace o vývoji nástupce Nintenda DS se začaly stupňovat na konci roku 2009. V té době Nintendo ovládalo tolik jako 68,3% herního trhu přenosných konzolí. V říjnu roku 2009 technické noviny Bright Side of News hlásily, že nVidia, vývojář grafických procesorů (GPU) v poslední době dělal kroky se svými Tegra System-on-Chip (SoC) procesory, které byly vybrány Nintendem k vyvíjení hardwaru pro jejich další generaci přenosných herních konzolí. O měsíc později, kdy se mluvilo o budoucnosti přenosných konzolí Nintenda, se prezident firmy Satoru Iwata zmínil, že zatímco předplacené mobilní širokopásmové připojení nenasadí zákazníky Nintenda, byl zájem o prozkoumání možností, jako je Amazon Whispernet k dispozici na Amazon Kindle, který nabízí bezplatné bezdrátové připojení svým zákazníkům pouze za účelem prohlížení a nakupování obsahu z Kindle Store.
Nintendo projevilo zájem o schopnostech snímání pohybu od doby vývoje originálního Nintenda DS, a údajný komentář Satora Iwaty z rozhovoru z roku 2010 s Asahi Shimbun předpokládal, že nástupce Nintenda DS by mohl zahrnovat senzor pohybu. Nárok vedl k menšímu sporu mezi vydáním a Nintendem na jeho přesnost. V únoru roku 2010 herní webová stránka Computer and Video Games ohlásila, že "hrstka" Japonských vývojářů měla v držení sadu pro vývoj softwaru pro nástupce Nintenda DS, se zvláštní prioritou věnovanou společnosti The Pokémon Company. Podle jejího zasvěceného nespecifikovaného vývojářského studia třetí strany, hardware obsahuje funkci "naklánění", která je podobná té z iPhone, "ale má mnohem více".
23. března 2010 Nintendo oficiálně oznámilo přenosnou herní konzoli Nintendo 3DS, nástupce konzole Nintendo DSi. Podle průmyslových analytiků bylo načasování původního oznámení Nintenda, které přilákalo pozornost od uvedení stále nové přenosné herní konzole Nintendo DSi XL, pravděpodobně zamýšlené k předejití hrozících úniků zpráv o produktu Japonským tiskem. V dubnu 2010, obrázek možného sestavení vývojářské sady interních komponentů 3DS byl vydán jako část americké Federal Communications Commission (FCC) podaného podle Mitsumi. Analýza obrázku ukazovala, že je pravděpodobné, že skutečnost, jak se představovaly komponenty, se používají v Nintendu DS spolu s funkcemi 3DS, které nebyly oznámené, např. jako vrchní obrazovka v poměru stran 5:3 a ovladač podobný tomu, co je použit v Sony PSP systémech.

## Odhalení na E3 2010

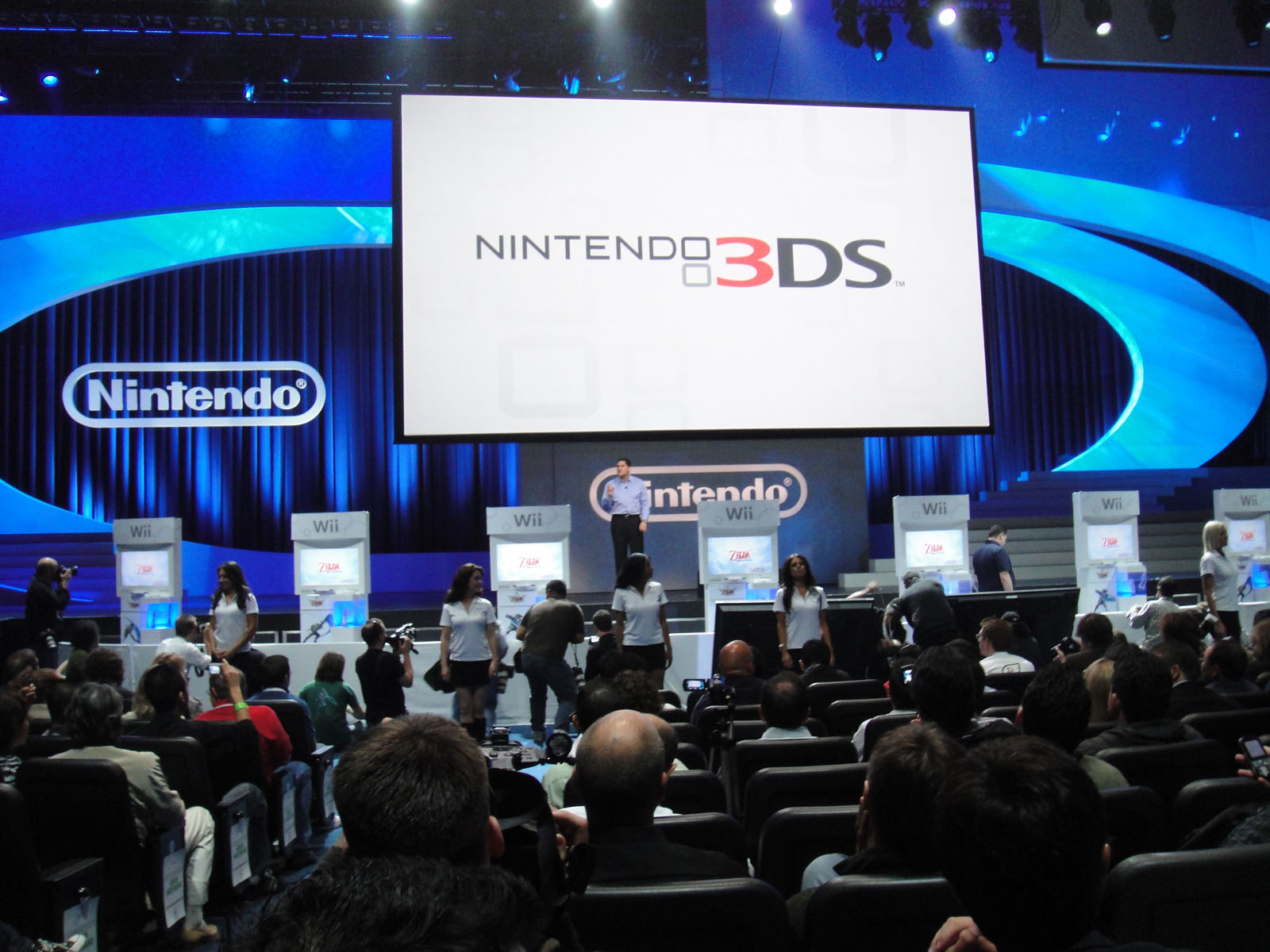
Na E3 odhalení se podílela komplikovaná scéna s pohybujícími se kulisami.

V červnu 2010 uvedla herní webová stránka IGN, že v rozhovoru s "několika vývojáři, kteří zažili 3DS v jeho současné podobě" má systém výpočetní výkon, který je "daleko vyšší než u Nintenda Wii" a se 3D shadery, díky kterým mohou dělat hry, které "vypadají podobně jako současná generace vizuálních efektů na Xboxu 360 a PlayStationu 3". Také uvádí "několik zdrojů pro vývojáře" stejně tak, jako říkají, že systém nepoužívá Nvidia Tegra mobilní čipset.
Systém byl oficiálně odhalen na konferenci Nintenda na E3 2010 15. června 2010. První odhalená hra byla Kid Icarus: Uprising, s několika dalšími tituly od třetích stran, obsahující Square Enix s Kingdom Hearts 3D: Dream Drop Distance a Final Fantasy, Konami s Metal Gear Solid 3: Snake Eater 3D, Warner Bros. Interactive Entertainment s Batman: Arkham Origins Blackgate, Ubisoft s Assassin's Creed: Lost Legacy, Capcom s Resident Evil: Revelations a Super Street Fighter IV: 3D Edition, a Activision s DJ Hero. Ostatní tituly Nintenda byly odhaleny později po konferenci, např. jako Mario Kart 7, Animal Crossing: New Leaf Welcome Amiibo, a předělávky Star Fox 64 3D a The Legend of Zelda: Ocarina of Time 3D. Design Nintenda 3DS na E3 byl téměř finální, ale s drobnými změnami.